# Mercurie de Nantes
Mercuria sarahae
Espèce
Synonymes
- Amnicola sarahae (Paladilhe, 1869)[1]

Statut de conservation UICN

 CR B2ab(ii,iii,iv) : 
En danger critique
Mercuria sarahae, appelé communément Mercurie de Nantes, est une espèce de petits mollusques gastéropodes marins de la famille des Hydrobiidae. Elle est endémique de l'Ouest de la France, dans la région nantaise et dans le département de la Charente-Maritime. C'est une espèce en danger critique d'extinction, probablement éteinte.

## Répartition
L'espèce n'est connue que dans deux localités estuariennes : un lac dans la Loire qui est rempli de boue mais reçoit de l'eau à marée haute, et une deuxième autour de la ville de Rochefort. Les dernières données datent de plus de cent ans.

## Liste des sous-espèces
Selon World Register of Marine Species (18 février 2021) :
- Mercuria sarahae sarahae Paladilhe, 1869
- Mercuria sarahae vindilica Paladilhe, 1870

## Description
La Mercurie de Nantes est une espèce d'eau douce, dans les zones d'influence saumâtre à marée haute, comme les rivières en arc-en-ciel et les lagunes.

## Menaces
L'espèce est menacée naturellement par la destruction de son habitat comme la sédimentation.
Du fait du manque de données récentes et des menaces, l'IUCN a classé l'espèce en danger critique d'extinction en 2008.